# 田村光彰
田村 光彰（たむら みつあき、1946年 - ）は、日本のドイツ研究者、ヨーロッパ地域研究者、いしかわ教育総合研究所所長。
ともに第二次世界大戦の敗戦国である日本とドイツの戦後反省や、ヨーロッパにおける移民や難民の問題に関心を寄せた研究をしている。

## 経歴
仙台市生まれ。埼玉大学理工学部に学ぶが、在学中にベトナム反戦運動に関わり、ベトナムにおけるアメリカ合衆国の関与に対する批判意識からナチス・ドイツへの関心をもち、卒業後に金沢大学文学部に転じてドイツ文学を学び、さらに大学院に進学して、金沢大学大学院修士課程独文専攻を修了した。この間、ドイツへの1年間の留学も経験した。
その後、長く北陸大学で教鞭を執り、法学部助教授を経て、1997年からは法学部教授を務め、ドイツ語のほか、国際政治史やヨーロッパ地域研究についても講義を担当した。
しかし、ドイツ語が科目として廃止されたとして、2007年2月にルート・ライヒェルトとともに解雇され、以降4年半にわたって解雇無効を求めて裁判闘争を続けた。裁判では、2007年8月に金沢地方裁判所で解雇無効の仮処分判決を勝ち取り、2011年9月には名古屋高等裁判所で勝利和解を獲得し、職場復帰を果たした。
復職した半年後の2012年3月31日付で、田村は北陸大学を定年退職した。
石川は、北陸大学在職中から、石川県教職員組合のシンクタンクである、いしかわ教育総合研究所の所長を務めている。また、「大東亜聖戦大碑の撤去を求め、戦争の美化を許さない会」の事務局長も務めた。

## おもな著書など

### 著書
- 『統一ドイツの苦悩──外国人襲撃と共生のはざまで』、技術と人間、1993年（1997年に改訂新版）
- 『ドイツ 二つの過去』、技術と人間、1998年
- （村上和光、岩淵正明との共編著）『現代ドイツの社会・文化を知るための48章』、明石書店、2003年
- 『ナチス・ドイツの強制労働と戦後処理 : 国際関係における真相の解明と「記憶・責任・未来」基金』、社会評論社、2006年
- 『抵抗者　ゲオルク・エルザーと尹奉吉(ユンボンギル)』三一書房、2019年　ISBN978-4-380-19008-7
- 「半世紀後の『方向転換』は謝罪なき補償　米の圧力が生んだドイツの強制労働基金」『論座』、2000年10月号, 84-91ページ
- 「抵抗は義務か？　ゲオルク・エルザーと尹奉吉　三一独立運動から日韓の友好交流へ」『論座』、2020年３月1日

### 訳書
- エルケ・シュテーク、インガ・イェジングハオス 編著、意識はフェミニズム、行動は地域、現代書館、1991年
- （共訳）トーマス・エバーマン（ドイツ語版）、ライナー・トランペルト（ドイツ語版）、ラディカル・エコロジー、社会評論社 、1994年
- （斉藤寛、小高康正、西村明人、高津ドロテー、土井香乙里との共訳）ペーター・シュタインバッハ（ドイツ語版）、ヨハネス・トゥヘル（ドイツ語版） 編、ドイツにおけるナチスへの抵抗1933─1945、現代書館 、1998年
- （志村恵、中祢勝美 ほかとの共訳）ヤン・Ｃ・ヨェルデン（ドイツ語版） 編、ヨーロッパの差別論、明石書店、1999年
- （中村哲夫との共訳）ベルント・シラー、ユダヤ人を救った外交官──ラウル・ワレンバーク、明石書店、2001年
- （岡本亮子、片岡律子、藤井雅人との共訳）ゲールハルト・フィッシャー、ウルリッヒ・リントナー 編著、ナチス第三帝国とサッカー、現代書館、2006年
- （志村恵、中祢勝美、中祢美智子、佐藤文彦、江藤深 との共訳）ヴィル・ベルトルト（ドイツ語版）、ヒトラー暗殺計画・42、社会評論社、2015年